# Oordegem
Oordegem è un villaggio nella provincia belga delle Fiandre Orientali e un subcomune del comune di Lede, era un comune autonomo fino alla riorganizzazione municipale del 1977. Oordegem si trova nella regione di Dender.

## Storia
Il maniero di Oordegem appartenne successivamente alla famiglia de Ordengem, de Laval, Turpin, Mastaing e alla famiglia Vilain fino alla fine del XVIII secolo. Alla fine cadde nelle mani della duchessa di Laragnais. Nel 1544 il maniero Hof ter Lichtervelde era di proprietà della famiglia de la Force. Oordegem era la capitale del cantone nel 1801 .

## Attrazioni
- Al centro della piazza del paese si trova la chiesa di San Martino.  Questa chiesa gotica fu fondata nel XIV secolo in pietra Ledian. Nei secoli XVII e XVIII furono aggiunte le navate laterali in mattoni. Sopra la porta della chiesa si trova la statua equestre di San Martino , patrono della parrocchia.
- Vicino alla chiesa sorgeva il bar "De Drie Koningen", demolito nel 1963. Questa era la sede del tribunale , era uno spazio racchiuso da quattro panchine in cui si svolgeva un procedimento giudiziario.
- Il mulino in pietra Fauconniers si trova sulla Grote Steenweg e prende il nome dal costruttore nel 1845 . Fino al 1900 era un mulino per olio e cereali, fino al 1935 solo un mulino per cereali. Nel 1973 ne divenne proprietaria la Giunta Provinciale. Tre anni dopo l'incendio del 1976, il mulino fu completamente restaurato.
- Una casa civile del 1709, situata a Oordegemdorp 59.
- Il mulino ad acqua sul Molenbeek .